# 別洛耶湖 (謝別日區)
56°02′58″N 29°09′35″E / 56.04944°N 29.15972°E
別洛耶湖（俄语：Белое），是俄羅斯的湖泊，位於該國西北部，由普斯科夫州負責管轄，處於謝別日區，面積1平方公里，海拔高度167米，集水區面積5.39平方公里，平均水深3.7米，最大水深6.2米。